# Kadi Abakarow
Kadi Abakarowicz Abakarow (ros. Кади Абакарович Абакаров, ur. 9 maja 1913 we wsi Eczeda w Dagestanie, zm. 29 lutego 1948 we wsi Agwali w rejonie cumadinskim) – radziecki wojskowy, starszyna, Bohater Związku Radzieckiego (1946).

## Życiorys
Urodził się w awarskiej rodzinie chłopskiej. Miał wykształcenie podstawowe, od lutego 1942 służył w Armii Czerwonej, dowodził oddziałem 8 kompanii piechoty 1054 pułku piechoty 301 Dywizji Piechoty 1 Armii Uderzeniowej 1 Frontu Białoruskiego. Od 1944 należał do WKP(b). Podczas bitwy o wzgórza Seelow, w walkach o stację kolejową Berwig w Seelow Abakarow organizował odpieranie kontrataków czołgów i dział wroga, wraz ze swoimi żołnierzami niszcząc w walce 2 czołgów, 2 działa szturmowe i zabijając dziesiątki Niemców; sam Abakarow w ciągu 15 minut granatami zniszczył pięć niemieckich czołgów i jedno działo szturmowe, za co otrzymał później tytuł Bohatera Związku Radzieckiego. W grudniu 1945 został zdemobilizowany, pracował w szkole średniej we wsi Agwali, później kierował rejonowym oddziałem handlowym i kasą oszczędnościową. W jego rodzinnej wsi jego imieniem nazwano kołchoz.

## Odznaczenia
- Złota Gwiazda Bohatera Związku Radzieckiego (15 maja 1946)
- Order Lenina (15 maja 1946)
- Order Czerwonego Sztandaru (31 marca 1945)
- Medal „Za Odwagę” (dwukrotnie: 14 sierpnia 1944 i 28 października 1944)